# IC 2689
IC 2689 ist eine Spiralgalaxie in Kantenstellung vom Hubble-Typ Sc? im Sternbild Löwe auf der Ekliptik. Sie ist rund 280 Millionen Lichtjahre von der Milchstraße entfernt und hat einen Durchmesser von etwa 50.000 Lichtjahren. Sie bildet mit IC 2690 am Himmel ein optisches Doppelsystem.
Entdeckt wurde das Objekt am 27. März 1906 von Max Wolf.